# 고 (1999년 영화)
《고》(영어: Go)는 1999년 개봉한 미국의 범죄 코미디 영화이다. 더그 라이먼이 감독을, 존 오거스트가 각본을 맡았다.

## 출연
- 윌리엄 픽트너
- 데즈먼드 애스큐
- 스콧 울프
- 제이 모어
- 세라 폴리
- 티머시 올리펀트
- 케이티 홈스
- 네이선 벡스턴
- 토니 덴먼
- 테이 디그스
- 브레킨 마이어
- 제임스 듀발
- 멀리사 매카시
- J. E. 프리먼
- 지미 슈버트
- 제인 크러카우스키
- 수잰 크럴
- 너태샤 멜닉
- 제이 폴슨

## 기타 제작진
- 공동 제작: 패디 컬런
- 배역: 조지프 미들턴
- 미술: 토머스 P. 윌킨스
- 의상: 제너비브 티럴